# Prenaseljenost
Prenaseljenost u najširem smislu označava generalno neželjene prilike gde broj određenih organizama premašuje sposobnost određenog habitata da im podrži život. U svom užem smislu se pod time često podrazumeva odnos između ljudske populacije i njene životne okoline; pri tome se može pod „okolinom” može podrazumevati i cela Zemlja, ali i manje geografske celine, kao što su zemlje, regije, gradovi i naselja. Do prenaseljenosti može doći zbog povećanja stope rađanja, smanjenja stope smrtnosti, povećanja doseljavanja, neodrživog bioma te trošenja resursa. Do prenoseljenosti može doći čak i u inače retko naseljenim područjima ako ona imaju ograničenu ili nikakvu sposobnost održavanja života (npr. pustinja).
Većina istoričara i demografa smatra kako je stanovništvo sveta u stalnom porastu od završetka epidemije Crne smrti oko 1400. godine, iako je najznačajniji i najprimetniji porast zabeležen u posljednjih 50 godina, uglavnom zahvaljujući napretku medicine kao i produktivnosti poljoprivrede. Od 1980-ih se stopa rasta stanovništva počela generalno smanjivati, iako u tome postoje značajne regionalne razlike, pri čemu je visoke stope zadržala subsaharska Afrika. Prema Birou za popis stanovništva na svetu danas ima oko 7,06 milijardi, a prema agencijama UN oko 7 milijardi stanovnika. Većina današnjih procena drži da Zemlja kao planeta ima kapacitet za između 4 i 16 milijardi stanovnika, pa je, prema nekim kriterijama, već sada prenaseljena.
Uz prenaseljenost se u današnje vreme često povezuju problemi vezani uz zagađenje i njene dugoročne posledice kao što su globalno zatopljenje, ali i povećana potražnja za resursima kao što su hrana i pitka voda, iscrpljivanje izvora fosilnih goriva te nedostatkom tih resursa izazvano siromaštvo i pad životnog standarda. U nastojanju da spreče negativne posledice prenaseljenosti, neke od zemalja su uvodile, ponekad i drastične mere, od kojih se najviše ističe NR Kina sa svojom politikom jednog deteta.
Kontroverznija definicija prenaseljenosti, koju zagovara Pol Erlih, situacija je u kojoj je stanovništvo u procesu iscrpljivanja neobnovljivih resursa. Prema ovoj definiciji, promene u načinu života mogu uzrokovati da prenaseljeno područje više ne bude prenaseljeno bez ikakvog smanjenja broja stanovništva, ili obrnuto. Naučnici sugerišu da je ukupni uticaj ljudi na životnu sredinu, usled prenaseljenosti, prekomerne potrošnje, zagađenja i širenja tehnologije, gurnuo planetu u novu geološku epohu poznatu kao antropocen.

## Trenutna dinamika stanovništva i uzroci za zabrinutost
Prema podacima iz septembra 2019. godine ljudska svetska populacija procenjuje se na 7,731 milijardi. Broj stanovnika je bio 7,622 milijardi 14. maja 2018. godine, a prema proračunu Biro za popis stanovništva Sjedinjenih Država 7,473 milijarde istog datuma, dok su Ujedinjene nacije navodile preko 7 milijardi. Većina savremenih procena nosivosti Zemlje u postojećim uslovima je između 4 i 16 milijardi. U zavisnosti od toga koja se procena koristi, do prekomerne populacije ljudi je već došlo ili to možda još nije slučaj. Ipak, brzi nedavni porast ljudske populacije izazvao je zabrinutost. Očekuje se da će broj stanovnika dostići između 8 i 10,5 milijardi između 2040. i 2050. godine.  Tokom 2017. godine, Ujedinjene nacije su povećale projekcije srednje varijante na 9,8 milijardi za 2050. godinu i 11,2 milijarde za 2100. godinu.
Kako je naglasio Hans Rosling, kritični faktor je da stanovništvo ne „samo raste”, već da je odnos rasta dostigao svoj vrhunac i ukupno stanovništvo sada raste mnogo sporije. Populaciona prognoza UN za 2017. godinu predviđala je da je na globalnom nivou dosegnut „skoro kraj visoke plodnosti”, te da će do 2030. godine preko ⅔ svetskog stanovništva živeti u zemljama sa plodnošću ispod nivoa zamene, kao i da će se ukupna svetska populacija stabilizovati na između 10-12 milijardi ljudi do 2100. godine. Brz porast svetske populacije u poslednja tri veka izazvao je zabrinutost da planeta možda neće biti u stanju da održi budući ili čak sadašnji broj svojih stanovnika. Izjava IAP panela o rastu stanovništva, iz oko 1994. godine, navela je da se mnogi problemi zaštite životne sredine, poput povećanja nivoa atmosferskog ugljen-dioksida, globalnog zagrevanja i zagađenja, pogoršavaju ekspanzijom stanovništva.
Ostali problemi povezani sa prenaseljenošću uključuju povećanu potražnju za resursima kao što su pitka voda i hrana, izgladnjivanje i neuhranjenost, potrošnja prirodnih resursa (poput fosilnih goriva) brže od stope regeneracije i pogoršanje životnih uslova. Bogate, ali gusto naseljene teritorije poput Britanije, oslanjaju se na uvoz hrane iz inostranstva. To se oštro osetilo tokom svetskih ratova kada je, uprkos inicijativama za efikasnošću hrane poput „vrtova pobede” i normiranja obroka, Britanija morala da se bori za obezbeđivanje uvoznih ruta. Međutim, mnogi smatraju da otpad i prekomerna potrošnja, posebno bogatih zemalja, više opterećuju okolinu nego sama prenaseljenost.

## Literatura
- Michael E. Arth, Democracy and the Common Wealth: Breaking the Stranglehold of the Special Interests, (2010), Chapter 35: "Overpopulation"
- Eileen Crist and Philip Cafaro (eds). Life on the Brink: Environmentalists Confront Overpopulation. University of Georgia Press, 2012.  978-0820343853
- Ehrlich, Paul R.; Ehrlich, Anne H. (9. 1. 2013). „Can a collapse of global civilization be avoided?”. Proceedings of the Royal Society B. 280 (1754): 20122845. PMC 3574335 . PMID 23303549. doi:10.1098/rspb.2012.2845.    Comment by Prof. Michael Kelly, disagreeing with the paper by Ehrlich and Ehrlich; and response by the authors
- Stephen Emmott, (2013). Ten Billion.
- Suzanne Goldenberg (24 September 2015). Pope's climate push is 'raving nonsense' without population control, says top US scientist, The Guardian
- Fred Guter, (2012). The Fate of the Species:  Why the Human Race May Cause Its Own Extinction and How We Can Stop It.
- Rob Hengeveld, (2012). Wasted World: How Our Consumption Challenges the Planet.. Focuses on the interrelationships and interactions between human overpopulation and most of the key challenges facing global society, and the pressures that overpopulation and resource consumption place on the natural environment
- J.R. McNeill, Peter Engelke, The Great Acceleration:  An Environmental History of the Anthropocene since 1945 (2016)
- Motesharrei, Safa; Rivas, Jorge; Kalnay, Eugenia (2014). „Human and nature dynamics (HANDY): Modeling inequality and use of resources in the collapse or sustainability of societies”. Ecological Economics. 101: 90—102. doi:10.1016/j.ecolecon.2014.02.014.
- Thomas Robertson, (2012). The Malthusian Moment: Global Population Growth and the Birth of American Environmentalism. Rutgers University Press.
- Karen Shragg, Move Upstream: A Call to Solve Overpopulation.  978-0988493834 (published November 2015). Discussion of the book by the author, March 2017 (video, 91 minutes).
- Alan Weisman. Countdown: Our Last, Best Hope for a Future on Earth? Little, Brown and Company, (2013)  0316097756
- Ozzie Zehner, The Environmental Politics of Population and Overpopulation. University of California, Berkeley.
- "Overdevelopment, Overpopulation, Overshoot" (2014), a free book of photos of the social and ecological impact of human overpopulation. The Population Institute, Washington, DC

## Spoljašnje veze
- The biggest threats to humankind according to 50 Nobel prizewinners, Times Higher Education, avgust 2017